# Ernest Bernea
Ernest Bernea (ur. 28 marca 1905 w Braile, zm. 14 listopada 1990) – rumuński socjolog, etnograf i filozof, jeden z czołowych rumuńskich intelektualistów okresu międzywojennego. Po II wojnie światowej, z powodu związków z rumuńskim faszyzmem (założone przez niego czasopismo "Rânduiala" sympatyzowało z Żelazną Gwardią), jego prace nie były wznawiane i publikowane, a on sam spędził kilka lat w więzieniu. 

## Utwory i publikacje
- Riturile, 1932
- Crist și condiția umană, antropologia chrześcijańska, 1932
- Stil legionar, 1937
- Muzeul românesc de etnografie, 1937
- Filosofia la Universitate, 1937
- Cartea Căpitanilor, 1937
- Preludii, eseje, 1937
- Gînd și cîntec, wiersze, 1939
- Îndemn la simplitate. Mărturisiri pentru un Om Nou, Bukareszt, Ed. Cugetarea-Georgescu Delafras, 1939,
- Moldovă tristă, poematy prozą, 1939–1940
- Pași în singurătate, poematy prozą, 1940
- Timpul la țăranul român, 1941
- Colina lacrămilor, 1943
- Maramureșul - țară românească, 1943
- Firide literare, 1944
- Cadre ale gândirii populare românești: contribuții la reprezentarea spațiului, timpului și a cauzalității, Bukareszt, Editura Cartea Românească, 1985